# Балкантон (оркестър)
Оркестър „Балкантон“ е създаден през 1962 г. от Димитър Ганев като щатен студиен състав към фабриката за грамофонни плочи „Балкантон“ и съществува до края на 1972 г.

## История
В началото оркестърът работи под името септет „София“ и до края на съществуването си е щатен студиен състав към фабриката за грамофонни плочи „Балкантон“. Музикантите от духовата група са бивши водачи на съответните групи на Биг бенда на БНР.
Оркестър „Балкантон“ е бил предпочитана формация от почти всички български певци, записващи и концертиращи през 1960-те и началото на 1970-те години наред с Биг бенда на БНР и оркестър „София“. В репертоара му са включени и много оркестрови пиеси, някои от които с интонации от българския фолклор.
Оркестър „Балкантон“ изпълнява и записва джазови пиеси в стиловете дискиленд, би боп, хард боб и др. Аранжори са били: Морис Аладжем, Димитър Ганев и Николай Арабаджиев.
Оркестър „Балкантон“ е един от легендарните комбо състави на 60-те години. Неизменно името на оркестъра се свързва с Димитър Ганев (диригент, алтсаксофонист, кларинетист, аранжор), който през 1962 г. напуска Биг бенда на БНР, и по негова идея със съдействието на Йосиф Цанков (главен редактор на завода „Балкантон“ по това време), ръководството на единствения завод за грамофонни плочи в България „Балкантон“ му възлага да сформира комбо състав, който да осъществява голяма част от звукозаписната дейност на завода. Така през 1962 г. е основан емблематичният оркестър „Балкантон“ към едноименния завод за грамофонни плочи.
През годините, в които съществува оркестърът, Димитър Ганев привлича в него едни от най-добрите инструменталисти в България по това време, между които: саксофони – Морис Аладжем, Едуард Ананиев, Борис Кролев; тромпети – Тончо Русев, Кирил Влъчков, Йордан Капитанов, Атанас Шахов; тромбон – Недко Трошанов; пиано – Томи Димчев, Николай Арабаджиев, Любомир Георгиев, Райчо Любенов; бас – Никола Кюлджиев; китара – Зоран Ранчев, Орлин Котаров, Георги Димитров; ударни – Петър Славов, Иван Христов, Константин Бакърджиев.
Било е особена привилегия за музикантите и певците да работят с оркестър „Балкантон“.
Оркестърът осъществява хиляди звукозаписи на песни и инструментални пиеси, повечето издадени на грамофонни плочи. Наред със звукозаписната дейност, оркестърът изнася концерти из цялата страна, както с най-популярните български певци, между които Йорданка Христова, Лили Иванова, Емил Димитров, Константин Казански, Бисер Киров, Боян Иванов, Мустафа Чаушев, Грета Ганчева, Богдана Карадочева, Кирил Семов, Паша Христова, Маргарита Радинска, Стефка Берова и с повечето гостуващи в България чуждестранни изпълнители. Много наши певци са създали своя артистичен облик под въздействието и с работата си с оркестър „Балкантон“.
Под диригентството на Димитър Ганев формацията осъществява редица турнета в целия свят. Много са концертите в Куба, Канада, Югославия, СССР, Германия, Франция, Испания, Белгия и др.
Съставът е включен в много телевизионни програми в България и в чужбина. Взима участие във всички престижни фестивали и форуми за поп и джаз музика в България.
След успешно турне в бивша Югославия с вокалните изпълнители Лили Иванова, Йорданка Христова, Маргрет Николова и Мария Косева през 1965 г. „Балкантон“ е поканен за участие в програма на Белградската телевизия.
1972 г. – в Париж – Франция със солисти Емил Димитров, Богдана Карадочева и сестри Кушлеви, оркестър „Балкантон“ изнася близо 30 концерта в театър „L'Européen“. След огромния успех пред френската публика отзивите във френската преса са повече от ласкави.
Със създаването на фестивала „Златният Орфей“ през 1965 г. оркестър „Балкантон“ наред с ЕОБРТ (Естраден оркестър на Българското радио и телевизия) е сред основните съпровождащи изпълнителите формации.
Сред известните гостуващи в България световни певци, които оркестърът съпровожда, са Клаудио Вила, Орнела Ванони, Джордже Марианович, Надя Кнежевич, Гюли Чухели и др.
Под диригентството на Димитър Ганев с непрекъснатия си стремеж към професионално усъвършенстване, разкривайки големите си солистични и ансамблови възможности, музикантите от оркестър „Балкантон“ показват свободата на фантазията си и умението си да контактуват с публиката. С изпълненията си създават оригинална звукова атмосфера и модерен традиционализъм, като прилагат изобретателност и логическа импровизационна мисъл. Приносът за развитието на джаз и поп музиката в България на оркестър „Балкантон“ е неизмерим и безспорен.

## Състав
- Димитър Ганев – алт-саксофон, кларинет, диригент

тромпети:
- Тончо Русев
- Кирил Влъчков
- Йордан Капитанов
- Атанас Шахов

цугтромбон:
- Недко Трошанов – тромбон

саксофони:
- Морис Аладжем – тенор-саксофон и флейта
- Едуард Ананиев
- Борис Кролев

пиано и хамонд орган:
- Томи Димчев
- Николай Арабаджиев
- Любомир Георгиев
- Райчо Любенов

китари:
- Зоран Ранчев
- Орлин Котаров
- Георги Димитров

бас:
- Никола Кюлджиев

ударни инструменти:
- Петър Славов
- Иван Христов
- Константин Бакърджиев

щрайх:

## По-известни пиеси, записани от оркестъра
- „Веселият кларинетист“ – изп. септет „София“, диригент и солист: Димитър Ганев (1960)
- „Нежно цвете“ – м. Сидней Беше, изп. септет „София“, диригент и солист: Димитър Ганев (1962)
- „Чимкана“ – м. П. Гуалди, изп. септет „София“ с диригент и солист: Димитър Ганев (1963)
- „Нощ в Тунис“ – м. Дизи Гилеспи, изп. оркестър „Балкантон“ с диригент и солист Димитър Ганев (1963)
- „Рикадо“ – изп. оркестър „Балкантон“ с диригент Димитър Ганев (1965)
- „Странник на брега“ – м. Акер Билк, изп. орк. „Балкантон“, диригент и солист: Димитър Ганев (1968)
- „Тъгата на кларинета“ – м. Стон Лене, изп. орк. „Балкантон“, диригент и солист: Димитър Ганев (1968)
- „Сантименталният Джони“ – м. Пол Стон, изп. орк. „Балкантон“, диригент и солист: Димитър Ганев (1968)
- „Континентал Флаш“ – м. Б. Пайге и Пол Стон, изп. орк. „Балкантон“, диригент и солист: Димитър Ганев (1968)

## По-известни песни, записани с оркестъра
- „Нашият сигнал“ – изп. Емил Димитров, диригент: Димитър Ганев (1963)
- „Ако имах чук“ – изп. Лили Иванова, дир. Димитър Ганев (1964)
- „Сърце“ – изп. Лили Иванова, дир. Димитър Ганев (1964)
- „Ало, мадмоазел“ – изп. Емил Димитров, дир. Димитър Ганев (1964)
- „Когато видиш моето момиче“ – изп. Борис Гуджунов, дир. Димитър Ганев (1964)
- „Търси се една девойка“ – изп. Борис Гуджунов, дир. Димитър Ганев (1964)
- „Събота вечер“ – изп. Лили Иванова, дир. Димитър Ганев (1965)
- „Брезичките и момичето“ – изп. Лили Иванова, дир. Димитър Ганев (1965)
- „Песен за жълтия трамвай“ – изп. Боян Иванов, дир. Димитър Ганев (1965)
- „Море на младостта“ – изп. Лили Иванова, дир. Димитър Ганев (1966)
- „Делфините“ – изп. Йорданка Христова, дир. Димитър Ганев (1966)
- „Чин-чин“ – изп. Емил Димитров, дир. Димитър Ганев (1966)
- „Една стюардеса със сини очи“ – изп. Боян Иванов, дир. Димитър Ганев (1966)
- „Песен моя, обич моя“ – изп. Йорданка Христова, дир. Димитър Ганев (1967)
- „Без радио не мога“ – изп. Лили Иванова, дир. Димитър Ганев (1968)
- „Гълъби от София“ – изп. Бисер Киров, дир. Димитър Ганев (1968)
- „Ти сън ли си“ – изп. Лили Иванова, дир. Димитър Ганев (1969)
- „Юноша“ – изп. Бисер Киров, дир. Димитър Ганев (1969)
- „Този свят е тъй прекрасен“ – изп. Лили Иванова, дир. Димитър Ганев (1970)
- „Нямаш време ти за мен“ – изп. Мустафа Чаушев, дир. Димитър Ганев (1970)
- „Ти и аз“ – изп. Бисер Киров, дир. Димитър Ганев (1970)
- „Елеонора“ – изп. Борислав Грънчаров, дир. Димитър Ганев (1970)
- „Не съжалявам за нищо“ – изп. Богдана Карадочева, дир. Димитър Ганев (1972)
- „Утре пак“ – изп. Богдана Карадочева, дир. Димитър Ганев (1972)
- „Любовна история“ – изп. Богдана Карадочева, дир. Димитър Ганев (1972)
- „Натали“ – изп. Богдана Карадочева, дир. Димитър Ганев (1972)
- „Шан з’Елизе“ – изп. Богдана Карадочева, дир. Димитър Ганев (1973)